# Jugozapadna regija (Burkina Faso)
Jugozapadna regija je jedna od trinaest administrativnih regija Burkine Faso.
Nastala je 2. srpnja 2001. Stanovništvo Hauts-Bassinsa brojilo je 620.767 stanovnika u 2006. godini. Glavni grad regije je Gaoua. Četiri provincije čine regiju: Bougouriba, Ioba, Noumbiel i Poni. Značajan je grad Loropéni koji je na listi svjetske baštine UNESCO-a.